# سيدي لزرق
سيدي لزرق بلدية جزائرية تقع جنوب غرب ولاية غليزان وتتبع دائرة منداس مساحتها: 150.50 كلم² عدد سكانها 6900 نسمة سنة 2018 تمتاز بمناخ معتدل حيث في الشتاء شديدة البرودة وفي الصيف حارة ومعتدلة بها التجمع الرئيسي سيدي لزرق والتجمع الثانوي كناندة.

## التسمية
سميت البلدية بإسم سيدي لزرق نسبة للشريف الولي الصالح سيدي الأزرق بن سيدي علي بن يحي سليل الإمام الحسين بن علي رضي الله عنهم

## الإقتصاد
الزراعة
أهم الانشطة المتواجدة بالبلدية: الرعي الفلاحة تربية المواشي تتميز سيدي لزرق بوفرة الغطاء النباتي والغابات التي تشتمل على عدة أنواع من الاشجار كالصنوبر العرعار الزيتون البلوط الضرو

## أهم دواوير
اهم الدواوير
- المعازيز
- القدايمية (المرابطين)
- أولاد جلول
- الزهايرية
- وادي خلوق
- العلايلية
- الزهايرية
- أولادالحاج عبادة
- الفضايلية
- أولادواضح
- أولاد بن عدة
- أولاد الطيب
- الملاينية
- الزكايمية

## تراث

### الوعدة
تشهد البلدية كل عام القيام بوعدة سيدي لزرق حيث يستقبل الناس الضيوف القادمين من مختلف مناطق الوطن و الذين يستمتعون بمشاهدة عروض الفانتازيا وسماع قصائد الشعراء إضافة لتلاوة القرآن الكريم 

## أعلام
- سيدي لزرق[3]
- محمد بلفضيل [7]

## وصلة خارجية
- سيدي لزرق